# Kanada na Zimowych Igrzyskach Olimpijskich 1972
Kanadę na Zimowych Igrzyskach Olimpijskich 1972 reprezentowało 47 zawodników: 29 mężczyzn i osiemnaście kobiet. Był to jedenasty start reprezentacji Kanady na zimowych igrzyskach olimpijskich.

## Zdobyte medale
| Medal  | Zawodnik        | Dyscyplina           | Konkurencja | Rezultat   |
| ------ | --------------- | -------------------- | ----------- | ---------- |
| Srebro | Karen Magnussen | Łyżwiarstwo figurowe | Solistki    | 2673,2 pkt |

## Skład kadry

### Biegi narciarskie
Mężczyźni
| Zawodnik                                                 | Konkurencja        | czas       | Pozycja |
| -------------------------------------------------------- | ------------------ | ---------- | ------- |
| Malcolm Hunter                                           | Bieg na 15 km      | 49:54,08   | 45.     |
| Fred Kelly                                               | Bieg na 15 km      | 50:07,22   | 49.     |
| Roger Allen                                              | Bieg na 15 km      | 50:41,31   | 50.     |
| Jarl Omholt-Jensen                                       | Bieg na 15 km      | 50:52,14   | 52.     |
| Malcolm Hunter                                           | Bieg na 30 km      | 1:46:51,47 | 43.     |
| Jarl Omholt-Jensen                                       | Bieg na 30 km      | 1:51:14,04 | 50.     |
| Fred Kelly Roger Allen Jarl Omholt-Jensen Malcolm Hunter | Sztafeta 4 × 10 km | 2:16:56,41 | 13.     |

Kobiety
| Zawodnik                                  | Konkurencja       | czas     | Pozycja |
| ----------------------------------------- | ----------------- | -------- | ------- |
| Sharon Firth                              | Bieg na 5 km      | 18:06,28 | 26.     |
| Shirley Firth                             | Bieg na 5 km      | 18:36,07 | 35.     |
| Roseanne Allen                            | Bieg na 5 km      | 19:22,70 | 40.     |
| Hellen Sander                             | Bieg na 5 km      | 19:30,01 | 41.     |
| Sharon Firth                              | Bieg na 10 km     | 36:52,49 | 24.     |
| Hellen Sander                             | Bieg na 10 km     | 40:25,11 | 40.     |
| Shirley Firth Sharon Firth Roseanne Allen | Sztafeta 3 × 5 km | 53:37,82 | 10.     |

### Bobsleje
Mężczyźni
| Osada  | Zawodnik                                                  | Konkurencja | Ślizg 1 | Ślizg 2 | Ślizg 3 | Ślizg 4 | Łącznie | Pozycja |
| ------ | --------------------------------------------------------- | ----------- | ------- | ------- | ------- | ------- | ------- | ------- |
| CAN-II | Bob Storey Michael Hartley                                | Dwójki      | 1:18,49 | 1:16,70 | 1:14,90 | 1:15,61 | 5:05,70 | 14.     |
| CAN-I  | Hans Gehrig Andrew Faulds                                 | Dwójki      | 1:18,82 | 1:18,36 | 1:15,66 | 1:16,06 | 5:08,90 | 18.     |
| CAN-I  | Hans Gehrig David Richardson Peter Blakeley Andrew Faulds | Czwórki     | 1:12,61 | 1:12,43 | 1:10,76 | 1:12,26 | 4:48,06 | 13.     |

### Łyżwiarstwo figurowe
| Zawodnik                 | Konkurencja   | Nota    | Pozycja |
| ------------------------ | ------------- | ------- | ------- |
| Karen Magnussen          | Solistki      | 2673,2  | srebro  |
| Cathy Lee Irwin          | Solistki      | 2383,4  | 13.     |
| Toller Cranston          | Soliści       | 2517,,2 | 9.      |
| Sandra Bezic Val Bezic   | Pary sportowe | 384,9   | 9.      |
| Mary Petrie John Hubbell | Pary sportowe | 358,5   | 15.     |

### Łyżwiarstwo szybkie
Mężczyźni
| Zawodnik     | Konkurencja   | Konkurencja   | Konkurencja    | Konkurencja    | Konkurencja    | Konkurencja    | Konkurencja      | Konkurencja      |
| Zawodnik     | Bieg na 500 m | Bieg na 500 m | Bieg na 1500 m | Bieg na 1500 m | Bieg na 5000 m | Bieg na 5000 m | Bieg na 10 000 m | Bieg na 10 000 m |
| Zawodnik     | Czas          | Miejsce       | Czas           | Miejsce        | Czas           | Miejsce        | Czas             | Miejsce          |
| ------------ | ------------- | ------------- | -------------- | -------------- | -------------- | -------------- | ---------------- | ---------------- |
| Gerry Cassan | 42,87         | 29.           |                |                |                |                |                  |                  |
| Bob Hodges   |               |               | 2:12,13        | 23.            |                |                |                  |                  |
| John Cassidy | 43,01         | 30.           |                |                |                |                |                  |                  |
| Kevin Sirois |               |               | 2:13,99        | 26.            | 8:02,66        | 19.            | 15:58,61         | 14.              |
| Andy Barron  |               |               | 2:17,71        | 36.            | 8:11,84        | 25.            |                  |                  |

Kobiety
| Zawodnik         | Konkurencja     | Konkurencja     | Konkurencja    | Konkurencja    | Konkurencja    | Konkurencja    | Konkurencja    | Konkurencja    |
| Zawodnik         | Bieg na 500 m   | Bieg na 500 m   | Bieg na 1000 m | Bieg na 1000 m | Bieg na 1500 m | Bieg na 1500 m | Bieg na 3000 m | Bieg na 3000 m |
| Zawodnik         | Czas            | Miejsce         | Czas           | Miejsce        | Czas           | Miejsce        | Czas           | Miejsce        |
| ---------------- | --------------- | --------------- | -------------- | -------------- | -------------- | -------------- | -------------- | -------------- |
| Cathy Priestner  | 45,79           | 14.             | 1:37,11        | 29.            |                |                |                |                |
| Donna McCannell  | 47,30           | 25.             |                |                |                |                |                |                |
| Sylvia Burka     | Dyskwalifikacja | Dyskwalifikacja | 1:32,95        | 8.             | 2:29,60        | 21.            |                |                |
| Gayle Gordon     |                 |                 | 1:38,32        | 32.            | 2:31,86        | 27.            |                |                |
| Jennifer Jackson |                 |                 |                |                | 2:35,22        | 30.            |                |                |

### Narciarstwo alpejskie
Mężczyźni
| Zawodnik        | Konkurencja | Konkurencja | Konkurencja       | Konkurencja              | Konkurencja              | Konkurencja              | Konkurencja               | Konkurencja               | Konkurencja               | Konkurencja               |
| Zawodnik        | Zjazd       | Zjazd       | Slalom gigant     | Slalom gigant            | Slalom gigant            | Slalom gigant            | Slalom specjalny          | Slalom specjalny          | Slalom specjalny          | Slalom specjalny          |
| Zawodnik        | Czas        | Pozycja     | Czas 1. przejazdu | Czas 2. przejazdu        | Czas łączny              | Pozycje                  | Czas 1. przejazdu         | Czas 2. przejazdu         | Czas łączny               | Pozycja                   |
| --------------- | ----------- | ----------- | ----------------- | ------------------------ | ------------------------ | ------------------------ | ------------------------- | ------------------------- | ------------------------- | ------------------------- |
| Jim Hunter      | 1:55,16     | 20.         | 1:33,83           | 1:39,15                  | 11.                      | 1:02,02                  | 59,50                     | 2:01,52                   | 19.                       |                           |
| Reto Barrington | 1:58,29     | 32.         | 1:35,22           | 1:42,02                  | 3:17,24                  | 20.                      | 1:04,02                   | 59,23                     | 2:03,25                   | 23.                       |
| Derek Robbins   | 2:00,38     | 38.         | Dyskwalifikacja   | Nie ukończył konkurencji | Nie ukończył konkurencji | Nie ukończył konkurencji | Nie ukończył 1. przejazdu | Nie ukończył 1. przejazdu | Nie ukończył 1. przejazdu | Nie ukończył 1. przejazdu |

Kobiety
| Zawodniczka      | Konkurencja | Konkurencja | Konkurencja   | Konkurencja   | Konkurencja       | Konkurencja                | Konkurencja                | Konkurencja                |
| Zawodniczka      | Zjazd       | Zjazd       | Slalom gigant | Slalom gigant | Slalom specjalny  | Slalom specjalny           | Slalom specjalny           | Slalom specjalny           |
| Zawodniczka      | Czas        | Pozycja     | Czas          | Pozycja       | Czas 1. przejazdu | Czas 2. przejazdu          | Czas łączny                | Pozycja                    |
| ---------------- | ----------- | ----------- | ------------- | ------------- | ----------------- | -------------------------- | -------------------------- | -------------------------- |
| Carolyne Oughton | 1:40,92     | 18.         | 1:38,29       | 29.           |                   |                            |                            |                            |
| Laurie Kreiner   | 1:41,00     | 20.         | 1:32,48       | 4.            | 48,81             | 48,49                      | 1:37,30                    | 12.                        |
| Judy Crawford    | 1:41,75     | 27.         | 1:35,60       | 24.           | 47,12             | 46,83                      | 1:33,95                    | 4.                         |
| Kathy Kreiner    | 1:43,68     | 33.         |               |               | 50,55             | 49,72                      | 1:40,27                    | 14.                        |
| Diane Pratte     |             |             | 1:33,59       | 15.           | 49,32             | Nie ukończyła 2. przejazdu | Nie ukończyła 2. przejazdu | Nie ukończyła 2. przejazdu |

### Saneczkarstwo
Mężczyźni
| Zawodnik                    | Konkurencja | Ślizg 1                | Ślizg 2                | Ślizg 3                | Ślizg 4                | Łącznie                | Pozycja                |
| --------------------------- | ----------- | ---------------------- | ---------------------- | ---------------------- | ---------------------- | ---------------------- | ---------------------- |
| Larry Arbuthnot             | Jedynki     | 54,11                  | 54,17                  | 54,17                  | 54,12                  | 3:36,57                | 25.                    |
| David McComb                | Jedynki     | 55,20                  | 56,14                  | 54,52                  | 54,57                  | 3:40,43                | 35.                    |
| Doug Hansen                 | Jedynki     | 55,73                  | 55,94                  | 55,20                  | 55,35                  | 3:42,22                | 38.                    |
| Paul Nielsen                | Jedynki     | Nie ukończył 1. slizgu | Nie ukończył 1. slizgu | Nie ukończył 1. slizgu | Nie ukończył 1. slizgu | Nie ukończył 1. slizgu | Nie ukończył 1. slizgu |
| Larry Arbuthnot Doug Hansen | Dwójki      | 46,47                  | 46,22                  |                        |                        | 1:32,69                | 16.                    |

### Skoki narciarskie
Mężczyźni
| Konkurencja            | Skoczek      | Skok 1    | Skok 1 | Skok 2    | Skok 2 | Nota  | Pozycja |
| Konkurencja            | Skoczek      | odległość | Nota   | odległość | Nota   | Nota  | Pozycja |
| ---------------------- | ------------ | --------- | ------ | --------- | ------ | ----- | ------- |
| Skocznia normalna K-86 | Zdenek Mezl  | 74,0      | 100,6  | 70,0      | 92,2   | 192,8 | 40.     |
| Skocznia normalna K-86 | Ulf Kvendbo  | 70,5      | 93,0   | 71,0      | 94,8   | 187,8 | 44.     |
| Skocznia normalna K-86 | Rick Gulyas  | 71,0      | 90,8   | 70,5      | 90,5   | 181,3 | 48.     |
| Skocznia normalna K-86 | Peter Wilson | 64,5      | 79,4   | 60,5      | 70,0   | 149,4 | 56.     |
| Skocznia duża K-110    | Zdenek Mezl  | 98,0      | 104,7  | 89,0      | 89,6   | 104,7 | 17.     |
| Skocznia duża K-110    | Peter Wilson | 83,0      | 78,7   | 83,5      | 80,9   | 159,6 | 39.     |
| Skocznia duża K-110    | Ulf Kvendbo  | 79,0      | 75,6   | 80,0      | 77,0   | 152,6 | 45.     |